# Vol Eastern Air Lines 375
Le vol Eastern Air Lines 375 effectué par un Lockheed L-188 Electra de la compagnie Eastern Air Lines s'est écrasé lors de la phase de décollage de l'aéroport international Logan de Boston le 4 octobre 1960. 62 des 72 personnes à bord sont mortes lors de l'écrasement de l'appareil, et parmi les  10 survivants, 9 ont été gravement blessés.

## Circonstances
L'appareil immatriculé sous le no N5533 venait d'arriver de l'aéroport LaGuardia de New York, et devait repartir à Philadelphie avec le même équipage. La phase de décollage se déroule normalement jusqu'à environ six secondes de l'envol, lorsque l'avion rencontre un grand essaim d'étourneaux. L'avion vire un instant à gauche puis reprend le cap de la piste. À une hauteur d'environ 120 pieds, des oiseaux ont été aspirés dans les moteurs à hélice, provoquant la mise en drapeau et l'arrêt de l'hélice du moteur 1. Les moteurs 2 et 4 se sont arrêtés momentanément mais sont repartis. À une hauteur de 200 pieds, l'avion a viré de nouveau à gauche et a piqué du nez à environ 100 pieds d'altitude. Il a ensuite basculé vers la gauche, a piqué du nez et l'avion s'est écrasé sur Winthrop Bay.

## Conséquences
Parmi les 67 passagers et 5 membres d'équipage seules 10 personnes ont survécu, avec de graves blessures. Les deux pilotes sont morts dans l'accident.

## Analyse
L'analyse de l'épave a déterminé que les moteurs 1,2 et 4 ont ingéré au moins un oiseau, et que le moteur n°1 en a absorbé au moins huit. L'avion manquant de puissance a décroché, à cette faible altitude il n'est pas possible de retrouver suffisamment de vitesse.  Le Civil Aeronautics Board (predecesseur du NTSB) a recommandé d'augmenter la résistance des moteurs à l'absorption d'oiseaux, ainsi que de trouver des moyens pour réduire la population aviaire autour des aéroports.